# Aiways U5
Aiways U5 (кит. 爱驰U5; піньїнь: Aì Chí U5) — це повністю електричний компактний кросовер, виготовлений китайською компанією Aiways. Це перша модель автомобіля цього виробника. Серійну модель U5 було публічно представлено на Пекінському автосалоні 2018 року. 

## Історія

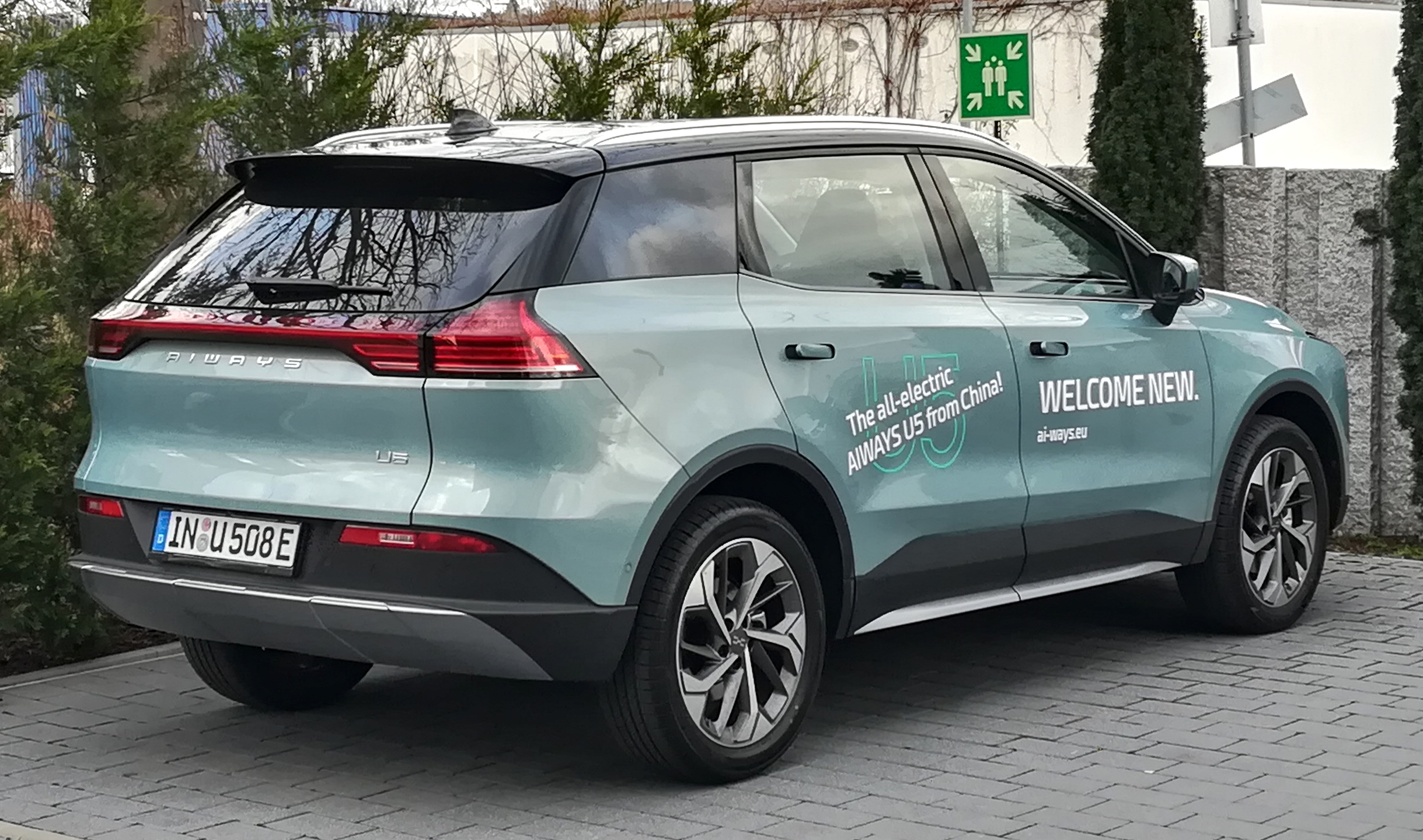
Вид ззаду

Серійну модель Aiways U5 було публічно представлено на Пекінському автосалоні 2018 року. Спочатку автомобіль був представлений як концепт Aiways U5 ion у 2018 році. Очікувалося, що початкова ціна на Aiways U5 буде від 197 900 до 292 100 юанів. 

### Європейський запуск
У січні 2020 року планувалося, що U5 стане доступним для європейського ринку з лівостороннім кермом у квітні 2020 року. 
Станом на грудень 2020 року автомобіль доступний у Нідерландах і Бельгії та відображається в статистиці реєстрації транспортних засобів для обох країн.  У Нідерландах ціна починається від €39 950. 
Aiways U5 також доступний у Німеччині та Франції.
Станом на травень 2021 року він доступний у Данії.

### Азійський запуск
Aiways Thailand (спільне підприємство Aiways і Phoenix EV) планує почати виробляти Aiways U5 в Таїланді до 2023 року.

## Дизайн

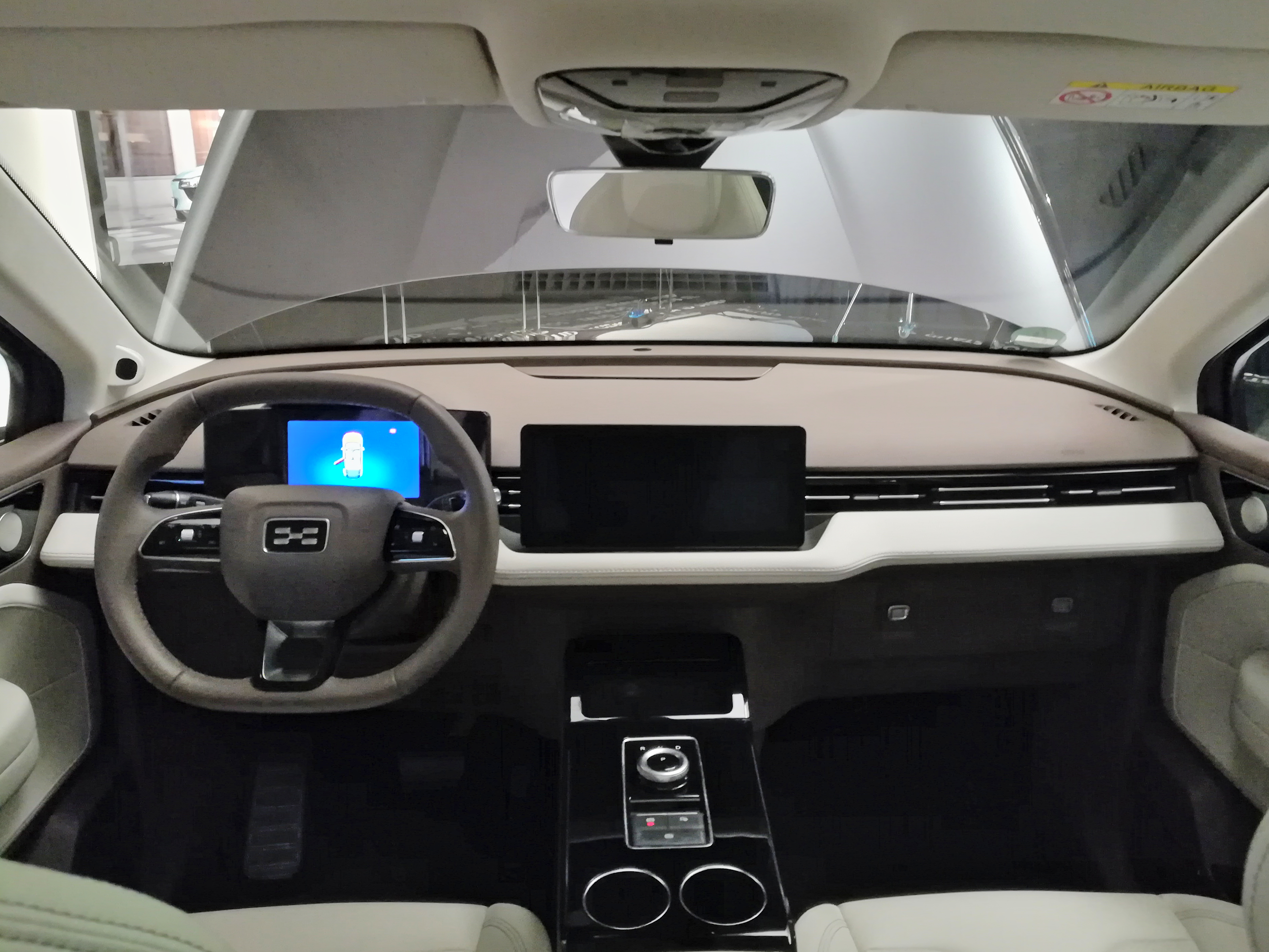
Інтер‘єр

Зовнішній стиль U5 отримав оновлення у 2021 році, хоча розміри залишилися такими ж.
Раніше Aiways називав дизайн «зв’язком між сучасною майстерністю та технологіями майбутнього».  Зовнішній дизайн U5 має оптимізовану аеродинаміку, щоб забезпечити коефіцієнт лобового опору 0,29.

## Виробництво
Aiways U5 виробляється на заводі компанії неподалік від Шанжао, Китай.

## Трансмісія та акумулятори
Aiways U5 має акумулятор ємністю 63 кВт/год  і запас ходу 400 км (410 км у стандартній комплектації) згідно з циклом WLTP. Акумулятор можна зарядити від 20% до 80% за 35 хвилин за допомогою зарядного пристрою постійного струму або від 0% до 100% за 10 годин за допомогою зарядного пристрою змінного струму (6,6 кВт типу 2). Щільність енергії акумулятора становить 172 Вт·год/кг. 
Компанія Aiways запатентувала акумуляторну батарею типу «сендвіч», яка складається з 24 модулів високої щільності енергії, наданих CATL.  Він має кілька шарів, які відокремлюють вологі (охолоджувальна пластина) і сухі (акумуляторний модуль) зони всередині елемента. Це покращує нагрівання та охолодження в камері, а отже, збільшує потужність (63 кВт·год) і радіус дії. Ця конструкція також теоретично безпечніша у випадку зіткнення, оскільки вологі та сухі зони не можуть змішатися та спричинити коротке замикання.
Акумулятор працює в парі з синхронним електродвигуном з постійним магнітом, який забезпечує потужність 150 кВт (201 к.с.) і крутний момент 310 Нм  при 16 000 об/хв, що дозволяє U5 прискорюватися з 0 до 100 км/год за 7,5 секунди в стандартній комплектації.

## Технічні характеристики
Aiways U5 поставляється в версіях Standard і Premium.
|                                                                         | Standard                                | Premium                                 |
| ----------------------------------------------------------------------- | --------------------------------------- | --------------------------------------- |
| Довжина (мм)                                                            | 4680                                    | 4680                                    |
| Ширина (мм)                                                             | 1865                                    | 1865                                    |
| Висота (мм)                                                             | 1700                                    | 1700                                    |
| колісна база (мм)                                                       | 2800                                    | 2800                                    |
| Дорожній просвіт (мм)                                                   | 150                                     | 150                                     |
| Об’єм багажника зі встановленими сидіннями до висоти кришки безпеки (L) | 432                                     | 432                                     |
| Об'єм багажника зі складеними сидіннями до лінії вікна (L)              | 1555                                    | 1555                                    |
| Споряджена вага (кг)                                                    | 1720                                    | 1770                                    |
| Ємність батареї (кВт*год)                                               | 63                                      | 63                                      |
| Електричний запас ходу ( NEDC ) (км)                                    | 503                                     | 503                                     |
| Запас ходу на електротязі ( WLTP ) (км)                                 | 410                                     | 400                                     |
| Комбіноване споживання електроенергії (WLTP)                            | 16.6                                    | 17.0                                    |
| Максимальна потужність (кВт)                                            | 150                                     | 150                                     |
| Максимальний крутний момент (Нм)                                        | 310                                     | 310                                     |
| Час прискорення 0–50 км/год (с)                                         | 3.1                                     | 3.2                                     |
| Час прискорення 0–100 км/год (с)                                        | 7.5                                     | 7.7                                     |
| 20%-80% DC (до 90 кВт) час зарядки (хв.)                                | 35                                      | 35                                      |
| 0%-100% AC (6,6 кВт) час зарядки (години)                               | 10                                      | 10                                      |
| Система приводу                                                         | Передній привід (FWD)                   | Передній привід (FWD)                   |
| Передня підвіска                                                        | Передня підвіска Macpherson             | Передня підвіска Macpherson             |
| Задня підвіска                                                          | Багатоважільна система задньої підвіски | Багатоважільна система задньої підвіски |

## Зарядка

### Вдома
Зарядка від 20% до 100% займає 8 годин за допомогою зарядного пристрою змінного струму (6,6 кВт типу 2).

### Через зарядну станцію
За допомогою зарядного пристрою постійного струму акумулятор можна зарядити від 30% до 80% за 27 хвилин.